# Lidopus
Lidopus is een geslacht van wantsen uit de familie van de Miridae (blindwantsen). Het geslacht werd voor het eerst wetenschappelijk beschreven door Edmund H. Gibson in 1917.

## Soorten
Het genus bevat de volgende soorten:

- Lidopus heidemanni E. Gibson, 1917
- Lidopus schwartzi McAtee & Malloch, 1924